# Spoorlijn Amoer-Jakoetsk

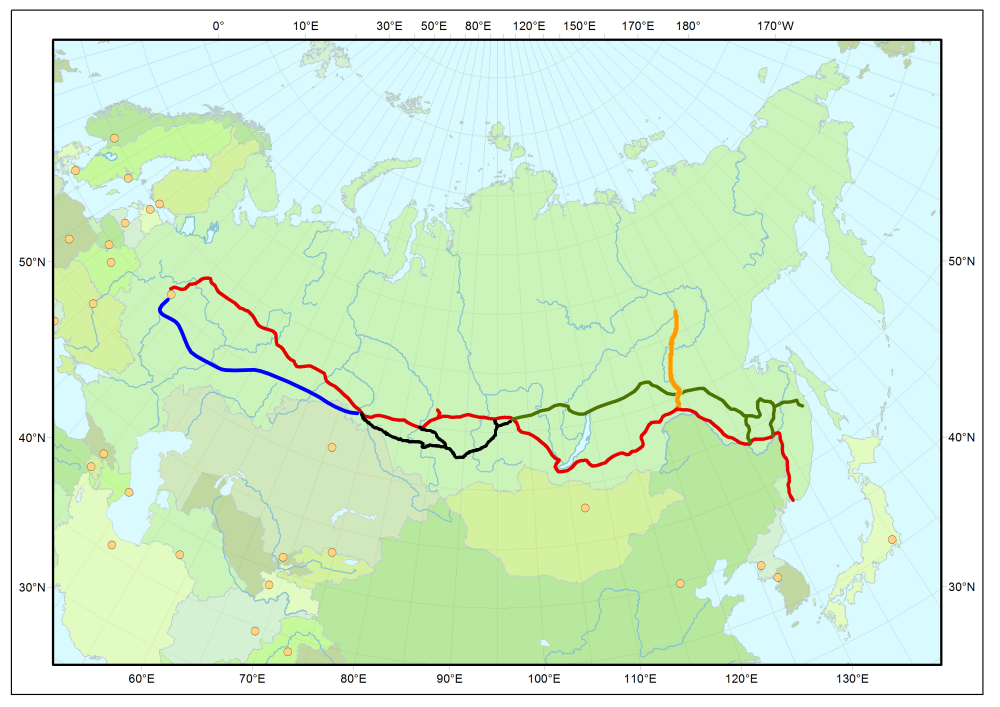
Spoorkaart van Rusland, met trans-Siberische spoorlijn in rood, spoorlijn Baikal-Amoer in groen en spoorlijn Amoer-Jakoetsk in oranje

De (hoofd)spoorlijn Amoer-Jakoetsk (Russisch: Амурско-Якутская магистраль; Amoersko-Jakoetskaja magistral), of kortweg AJaM (АЯМ), is een deels voltooide spoorweg in Rusland tussen de spoorlijn Baikal-Amoer (BAM) en de stad Jakoetsk in Oost-Siberië. De totale lengte bedraagt 809 kilometer. Het spoorwegvervoer wordt uitgevoerd door de Verre-Oostelijke spoorlijn. De bouw van de lijn staat onder leiding van de Jakoetse Spoorwegen.
De lijn vormt de belangrijkste transportader van de autonome republiek Jakoetië en wordt voor een groot deel aangelegd op de permafrost. Bij de geplande voltooiing zal Jakoetsk verbonden zijn met het Russische spoornetwerk via de BAM, kleine BAM (verbindingslijn tussen de BAM en de trans-Siberische spoorlijn) en de trans-Siberische spoorlijn. In 2004 werd het deel tussen Berkakit en Tommot opengesteld voor passagiersvervoer. In 2011 werd het voorlopige eindpunt Nizjni Bestjach bereikt. In 2014 werd het traject tussen Tommot en Nizjni Bestjach opengesteld voor goederenvervoer. Op 1 juli 2019 werd dit traject ook opengesteld voor passagiersvervoer.
De spoorlijn is met uitzondering van het traject tussen Tynda en Bestoezjevo enkelsporig en is niet geëlektrificeerd. Over de lijn rijden diesellocomotieven van deels Russische en deels Amerikaanse makelij.
Er zijn plannen om de lijn door te trekken naar Jakoetsk middels een 3 kilometer lange brug over de Lena en om de lijn in de toekomst verder door te trekken vanaf Pravaja Lena naar Magadan. Hiervoor zijn echter nog geen concrete data bekend.

## Loop

### Kleine BAM
De lijn start officieel bij Berkakit, maar vaak wordt het beginpunt gelegd bij Station Bamovskaja ten noordwesten van de plaats Skovorodino, waar de Spoorlijn Baikal-Amoer (BAM) aftakt van de Trans-Siberische spoorlijn. Als deze zogenoemde Kleine BAM wordt meegenomen is de lijn 1239 kilometer lang. Vanuit Bamovskaja loopt de lijn naar Tynda om vervolgens 27 kilometer ten oosten daarvan af te takken naar het noorden. Tussen Tynda en Berkakit steekt de lijn twee keer de rivier de Giljoej over. Kort nadat de lijn de grens met Jakoetië oversteekt loopt deze door een 1300 meter lange tunnel onder het Stanovojgebergte door.
In het bergachtige zuiden van Jakoetië steekt de lijn talrijke rivieren over, waaronder de Iejengra en de Tsjoelman en doorstroomt het mijngebied rond Berkakit en Nerjoengri.

### Spoorlijn Amoer-Jakoetsk
Ter hoogte van Berkakit start de eigenlijke spoorlijn. Vanaf deze plaats is de lijn 809 kilometer lang. Berkakit vormt sinds het einde van de jaren 1970 de spoorweghoofdstad van Zuid-Jakoetië. De meeste inwoners van Berkakit zijn werkzaam bij het spoor. Bij het 9 kilometer verderop gelegen Nerjoengi bevindt zich een locomotiefloods en het eerste passagiersstation Nerjoengri-Passazjirskaja. Nerjoengri werd gebouwd bij de mijnbouwgebieden rond het Nerjoengriveld (een steenkoolgebied). Bij Nerjoengri-Passazjirskaja takt een spoorlijn af naar de steenkool aangedreven thermische centrale ten oosten van de stad bij Serebrjany Borg. Bij Station Nerjoengri-Groezovaja 9 kilometer noordelijker is een aftakking naar de steenkoolmijnen ten noordwesten van de stad. Daar ligt ook station Station Nerjoengri-Oegolnaja. Deze lijnen kwamen gereed eind jaren 1970 en vormden toen het voorlopige eindpunt van de lijn.
Ten noorden van Nerjoengri doorkruist de AJaM het Hoogland van Aldan. In de stad Aldan staan het kantoor en de locomotiefloods van van de Jakoetse Spoorwegen. Het eindpunt van de spoorlijn bevindt zich voor passagiers in de stad Tommot, 368 km ten noorden van Nerjoengri. Daar ligt aan de rechter (zuidelijke) oever van de rivier de Aldan het Station Tommot.
Ten noorden van dit station ligt over de Aldan een 347 meter lange brug; de langste brug van de spoorlijn. De lijn vervolgt dan haar weg naar de plaats Verchnjaja Amga op de rechteroever van de rivier de Amga, waar de eerste goederentreinen in 2006 aankwamen met bouwmaterialen voor de verdere aanleg van de lijn.
Voorbij de Amga wordt het reliëf vlakker en neemt het aantal over te steken rivieren sterk af. De lijn bereikt dan de grenzen van Centraal-Jakoetië. Dicht bij het dorp Kjordjom, tegenover de stad Pokrovsk (78 kilometer ten zuiden van Jakoetsk), bereikt de AJaM de rechteroever van de Lena. Vanaf hier loopt langs deze oever het laatste stuk naar de plaats Nizjni Bestjach, dat tegenover Jakoetsk ligt. Deze plaats moet volgens de plannen uitgroeien tot een belangrijk transportknooppunt en een stad voor de huisvesting van spoorwegarbeiders.

### Toekomstplannen
In de Sovjettijd werden de eerste plannen gemaakt om vlak bij het dorp Staraja Tabaga (20 km ten zuiden van Jakoetsk) een brug van drie kilometer te bouwen over de Lena. Wanneer dit doorgaat loopt de lijn vervolgens verder op de linkeroever van de Lena en vervolgens te eindigen bij de stad Jakoetsk. Daar zouden dan een passagiersstation en een vrachtterminal voor de rivierhaven moeten verrijzen. De bouw van een brug is echter technisch ingewikkeld omdat deze bestand moet zijn tegen het kruiende ijs in de lente en herfst. Van tijd tot tijd worden ook wel plannen voor een tunnel gepubliceerd. Vooralsnog is echter Nizjni Bestjach het eindpunt. Er zijn eveneens al decennia plannen om de lijn vanuit Nizjni Bestjach door te trekken naar Magadan, maar vooralsnog lijkt dit toekomstmuziek.
De aanleg en de exploitatie van de spoorlijn worden bemoeilijkt door de grote temperatuurschommelingen van -50 °C in de winter tot +30 °C in de zomer en de wisselende aanwezigheid van de permafrost, die als gevolg van klimaatveranderingen bovendien bezig is te dalen. Hierdoor waren er tijdens de aanleg speciale technische maatregelen nodig om de ondergrond te versterken.

## Geschiedenis

### Achtergrond
Tijdens de aanleg van de Trans-Siberische spoorlijn rond 1900 werd ook nagedacht over de aanleg van een spoorlijn vanaf de kraj Amoer via Jakoetië naar Jakoetsk. De Franse baron en ingenieur Loicq de Lobel stelde in 1904 samen met een aantal Amerikanen voor om een spoorlijn vanaf de Trans-Siberische spoorlijn via Jakoetië en Tsjoekotka naar Alaska te bouwen (inclusief een tunnel onder de Beringstraat). In ruil daarvoor zouden de vennoten gedurende 90 jaar het bestuur krijgen over de 16 mijlzone rondom deze spoorlijn. Dit plan werd afgeschoten door Rusland. In 1906 nam de Raad van Ministers van Rusland onder leiding van minister Sergej Witte het besluit om deze spoorlijn zelf aan te leggen, maar er was geen geld voor dit plan. In 1912 besprak de Staatsdoema van het Keizerrijk Rusland plannen voor de aanleg van een spoorlijn naar de oblast Jakoetsk, maar door de uitbraak van de Eerste Wereldoorlog kwam het niet tot uitvoering van deze plannen. Pas in 1931 liet de Raad van Volkscommissarissen van de Jakoetische Autonome Socialistische Sovjetrepubliek plannen opstellen voor een exploratie-onderzoek voor de aanleg van een spoorlijn naar Jakoetsk. Met de BAM zou deze nieuwe spoorlijn moeten leiden tot de openstelling van nieuwe mijnbouwgebieden om steenkool, ijzererts, mica, goud, apliet, dolomiet, kalksteen en vermiculiet te kunnen winnen en de bosbouw te versterken.

### Bouw
De AJaM zou oorspronkelijk vanaf Oeroesja (oblast Amoer) starten. Het project werd nu echter onderdeel van de nieuwe spoorlijn Baikal-Amoer (BAM). Dit vertrekpunt werd in 1932 daarom door de planners verlegd naar station Bamovskaja 65 kilometer oostelijker. Deze plek had een betere verbinding met zowel Tynda als Jakoetsk. Begin 1933 startten Goelagdwangarbeiders van de Bamlag met de aanleg van deze spoorlijn, die ook wel Kleine BAM genoemd wordt. In november 1937 werd Tynda bereikt. Met het uitbreken van de Tweede Wereldoorlog werd het werk echter stopgezet. Delen van de BAM werden in 1942 weggehaald voor gebruik tussen Saratov en Stalingrad, waar de Wolgarocade (Vozjkaja rokada) werd aangelegd; een parallel (lateraal) in de achterhoede van het front gelegen verbindingsspoorweg (rocade; verbindingslinie) voor de aanvoer van troepen.
Tussen 1950 en 1952 werden er haalbaarheidsonderzoeken uitgevoerd voor de aanleg van een spoorlijn tussen Berkakit en Tommot (de eigenlijke AJaM) en nam ook de Sovjet-Unie een decreet aan voor de aanleg van een spoorlijn van de Transsib naar Jakoetsk.
Het werk werd echter pas weer opgepakt in 1972, toen door vrijwilligers van de Komsomol werd begonnen met de heraanleg van het weggehaalde stuk tussen Bamovskaja en Tynda, die tevens de verbinding moest gaan vormen tussen de Transsib en de BAM. In 1974 arriveerde de eerste trein in Tynda. In 1975 werd deze Kleine BAM voor de tweede maal voltooid en in 1977 werd de lijn volledig in gebruik genomen. De bouw werd vanaf 1975 voortgezet naar het Territoriaal Productie Complex van Zuid-Jakoetië, waarmee de aanleg van de eigenlijke AJaM begon. Op 26 oktober 1978 eindigde de lijn bij de steenkoolmijn Oegolnaja in het Steenkoolbekken van Zuid-Jakoetië bij Nerjoengri. Een jaar later reden er dagelijks reeds 700 wagons met steenkool over de lijn. In 1984 werd de lijn tot Nerjoengri opengesteld voor personenvervoer.
In 1985 besloot de Raad van Ministers van de Sovjet-Unie tot het doortrekken van de lijn naar Jakoetsk om deze te voltooien in 1995, maar met het aantreden van partijleider Michail Gorbatsjov dat jaar, werd de aanleg grotendeels stopgezet omdat deze zijn aandacht bij de perestrojka verlegde van grote geldverslindende projecten in Siberië naar het uitbreiden en onderhouden van netwerken in kerngebieden van de Sovjet-Unie. Er werd in deze periode echter wel aan de lijn gewerkt: In 1992 was deze reeds 294 kilometer gevorderd tot aan Station Aldan.
Na het uiteenvallen van de Sovjet-Unie nam de snelheid van de aanleg verder af. In 1993 werd de bouw van de spoorlijn aangewezen als federaal project en werd het bouwplan herzien. In 1995 werden de Jakoetse Spoorwegen opgericht voor het verder afbouwen en beheren van de spoorlijn. Voorlopig werd het eindstation teruggebracht naar Nizjni Bestjach aangezien een spoorbrug over de Lena voorlopig te duur zou zijn. In 1997 werd ondanks het feit dat het werk vanwege onvoldoende geld 17 keer moest worden stilgelegd toch Station Tommot bereikt. In de jaren daarna was er enkel geld voor de aanleg van de stations, locomotiefdepots en rangeerterreinen, maar ook dit ging door te weinig gelden zeer langzaam. De 500 meter lange brug over de Aldanrivier werd nog in de jaren 1990 voltooid (maar niet in gebruik genomen) samen met een verder traject van nog 60 kilometer, maar vervolgens staakte de bouw weer als gevolg van onvoldoende financiële middelen.
In 2002 werd het project nieuw leven ingeblazen door de nieuwe president van Jakoetië Vjatsjeslav Sjtyrov, die het bouwbedrijf en de exploitant van de spoorlijn scheidde en een nieuw bestuur instelde voor de verdere voltooiing van de spoorlijn. De zetel van de Jakoetische Spoorwegen werd verplaatst van Jakoetsk naar Aldan, nabij het reeds voor goederen in gebruik zijnde deel van de spoorlijn tussen Berkakit en Tommot. Met nieuwe financiering kon de lijn tot Tommot verder worden opgewaardeerd, zodat in 2004 ook passagierstreinen konden gaan rijden tussen Nerjoengri Passazjirskaja en Tommot: Dagelijks naar Tynda, tweedagelijks naar Blagovesjtsjensk, twee keer per week naar Chabarovsk en vijf keer per maand naar Moskou. In de jaren erop werd weer gewerkt aan de verlenging van de lijn over een lengte van ongeveer 200 kilometer noordelijk van Tommot. In 2006 werd de brug over de Aldan uiteindelijk toch in gebruik genomen. In 2007 leidde de verminderde economische situatie echter opnieuw tot vertraging: dat jaar werd ruim 4,6 miljard roebel uitgegeven terwijl er slechts 1,1 miljard begroot was. De lonen konden niet meer worden betaald en er was geen geld meer voor de bovenbouw van de spoorlijn. Vervolgens werd eerst ingezet op de voltooiing van 13 kilometer onderbouw en een zevental bruggen. In 2008 werd de spoorbrug bij Verchnjaja Amga voltooid. In augustus 2009 was het werk gevorderd tot Oeloe (ca. 575 km), in april 2010 tot het zuiden van Centraal-Jakoetië (ca. 690 km) en in november 2011 werd de voltooiing van het in aanbouw zijnde Station Nizjni Bestjach geïnaugureerd door president Medvedev. In 2013 werd dit station voltooid, waarna de lijn in 2014 tot aan dit station werd geopend voor goederenvervoer. Voor continu gebruik door passagierstreinen moesten toen nog een groot aantal werkzaamheden worden verricht. Uiteindelijk werd in juli 2019 de lijn ook opengesteld voor passagiersverkeer.

## Toekomstplannen
Er zijn plannen voor een gecombineerde weg- en spoorbrug over de Lena naar de linkeroever om zo het spoorverkeer ook door te kunnen trekken naar Jakoetsk; de grootste stad van Rusland die niet met het spoor is verbonden. Hierdoor zouden de vervoerskosten naar deze stad sterk kunnen worden verlaagd. De eerste plannen voor de bouw van deze Lenabrug werden ontvouwd in 2008, maar de start van de aanleg werd verschillende malen uitgesteld. De duur van de aanleg van de 3 kilometer lange brug wordt geschat op 5 tot 6 jaar. Een alternatief is het aanleggen van een tunnel, maar veel hangt af van de kosten en de nog niet volledig bekende te verwachten technische uitdagingen. De bouw van deze transportverbinding is opgenomen in verschillende strategische meerjarige uitvoeringsprogramma's. De huidige Jakoetische president Ajsen Nikolajev stelde in december 2018 dat de bouw van de brug in 2020 'kan' beginnen. In 2019 gaf president Poetin opdracht aan de federale regering om voorstellen voor de brug in te dienen, waarvan de kosten toen becijferd werden op 82,9 miljard roebel (ruim 900 miljoen euro).
Een andere plan is het doortrekken van de spoorlijn vanaf Nizjni Bestjach naar het oosten; over de Moma naar Magadan. Dit traject is eveneens opgenomen in een meerjarenplan.

## Haltes aan de AJaM
De AJaM splitst zich af van de BAM bij het spoorstation Bestoezjevo, iets ten noordwesten van de stad Tynda (de "hoofdstad van de BAM").
| Kleine BAM                                                                            | Kleine BAM            | Kleine BAM       | Kleine BAM | Kleine BAM  |
| ------------------------------------------------------------------------------------- | --------------------- | ---------------- | ---------- | ----------- |
| Halte                                                                                 | Russisch              | Plaats           | Kilometer  | Opengesteld |
| Bamovskaja (aan de TransSib)                                                          | Бамовская             | Solnetsjny       |            |             |
| Sjtoerm (eerste station aan de Kleine BAM)                                            | Штурм                 |                  |            |             |
| Moertygit                                                                             | Муртыгит              |                  |            |             |
| Poerikan                                                                              | Пурикан               |                  |            |             |
| Anosovskaja                                                                           | Аносовская            | Anosovski        |            |             |
| Belenkaja                                                                             | Беленькая             | Belenki          |            |             |
| Tynda (aan de BAM)                                                                    | Тында                 | Tynda            |            |             |
| Sjachtaoem                                                                            | Шахтаум               | Vostotsjny       |            |             |
| Bestoezjevo (wisselplaats)                                                            | Бестужево             |                  |            |             |
| Giljoej (eerste station na aftakking van de BAM)                                      | Гилюй                 |                  |            |             |
| Mogot                                                                                 | Могот                 | Mogot            |            |             |
| Richard Zorge (wisselplaats)                                                          | Рихард Зорге          |                  |            |             |
| Jakoetski (wisselplaats)                                                              | Якутский              |                  |            |             |
| Nagornaja Jakoetskaja                                                                 | Нагорная Якутская     | Nagorny          |            |             |
| Ajam (wisselplaats)                                                                   | Аям                   |                  |            |             |
| Zolotinka                                                                             | Золотинка             | Zolotinka        |            |             |
| Okoerdan (wisselplaats)                                                               | Окурдан               |                  |            |             |
| Obortsjo (wisselplaats)                                                               | Оборчо                |                  |            |             |
| Spoorlijn Amoer-Jakoetsk                                                              |                       |                  |            |             |
| Halte                                                                                 | Russisch              | Plaats           | Kilometer  | Opengesteld |
| Berkakit                                                                              | Беркакит              | Berkakit         | 0          | 1979        |
| Nerjoengri-Passazjirskaja (tot hier wordt de lijn ook wel aangeduid als 'Kleine BAM') | Нерюнгри-Пассажирская | Nerjoengri       | 9          | 1984        |
| Nerjoengri-Groezovaja (wisselplaats en aftakking naar industrieterrein)               | Нерюнгри-Грузовая     |                  | 18         |             |
| Denisovski (wisselplaats)                                                             | Денисовский           |                  | 29         |             |
| Tsjoelman                                                                             | Чульман               | Tsjoelman        | 40         |             |
| Tsjoelbass (wisselplaats)                                                             | Чульбасс              |                  | 54         |             |
| Tenisty (stopplaats)                                                                  | Тенистый              |                  | 65         |             |
| Chatymi (stopplaats)                                                                  | Хатыми                |                  | 96         |             |
| Ogonjer (stopplaats)                                                                  | Огоньер               |                  | 114        |             |
| Tajozjnaja                                                                            | Таёжная               |                  | 158        |             |
| Bolsjoj Nimnyr                                                                        | Большой Нимныр        | Bolsjoj Nimnyr   | 218        |             |
| Seligdar (wisselplaats)                                                               | Селигдар              |                  | 263        |             |
| Kosarevski (wisselplaats)                                                             | Косаревский           | Lebediny         | 279        |             |
| Aldan                                                                                 | Алдан                 | Aldan            | 296        | 1992        |
| Koeranach                                                                             | Куранах               | Nizjni Koeranach | 326        |             |
| Tommot                                                                                | Томмот                | Tommot           | 377        | 2004        |
| Bolotny (wisselplaats)                                                                | Болотный              |                  | 430        | 2007        |
| Amga                                                                                  | Амга                  | Verchnjaja Amga  | 482        |             |
| Kyrbykan (wisselplaats)                                                               | Кырбыкан              | Kyrbykan         | 533        |             |
| Oeloe (wisselplaats)                                                                  | Улу                   | Oeloe            | 563        |             |
| Kjoergeljach                                                                          | Кюргелях              |                  | 583        |             |
| Chaniërdach (wisselplaats)                                                            | Ханиердах             |                  | 662        |             |
| Moendoeroetsjtsjoe (wisselplaats)                                                     | Мундуруччу            |                  |            |             |
| Olen                                                                                  | Олень                 |                  | 686        |             |
| Ljoetenka (wisselplaats)                                                              | Лютенка               |                  |            |             |
| Kjordjom                                                                              | Кёрдём                | Kjordjom         | 737        | 2010        |
| Menda (wisselplaats)                                                                  | Менда                 |                  | 754        |             |
| Rassoloda (wisselplaats)                                                              | Рассолода             | Rassoloda        | 772        |             |
| Pravaja Lena                                                                          | Правая Лена           |                  | 794        |             |
| toekomstige aftakking naar Jakoetsk                                                   |                       |                  | 795        |             |
| Chaptagaj (stopplaats)                                                                | Хаптагай              | Chaptagaj        | 796        |             |
| Nizjni Bestjach                                                                       | Нижний Бестях         | Nizjni Bestjach  | 809        | 2019        |